# M/V Ever Given

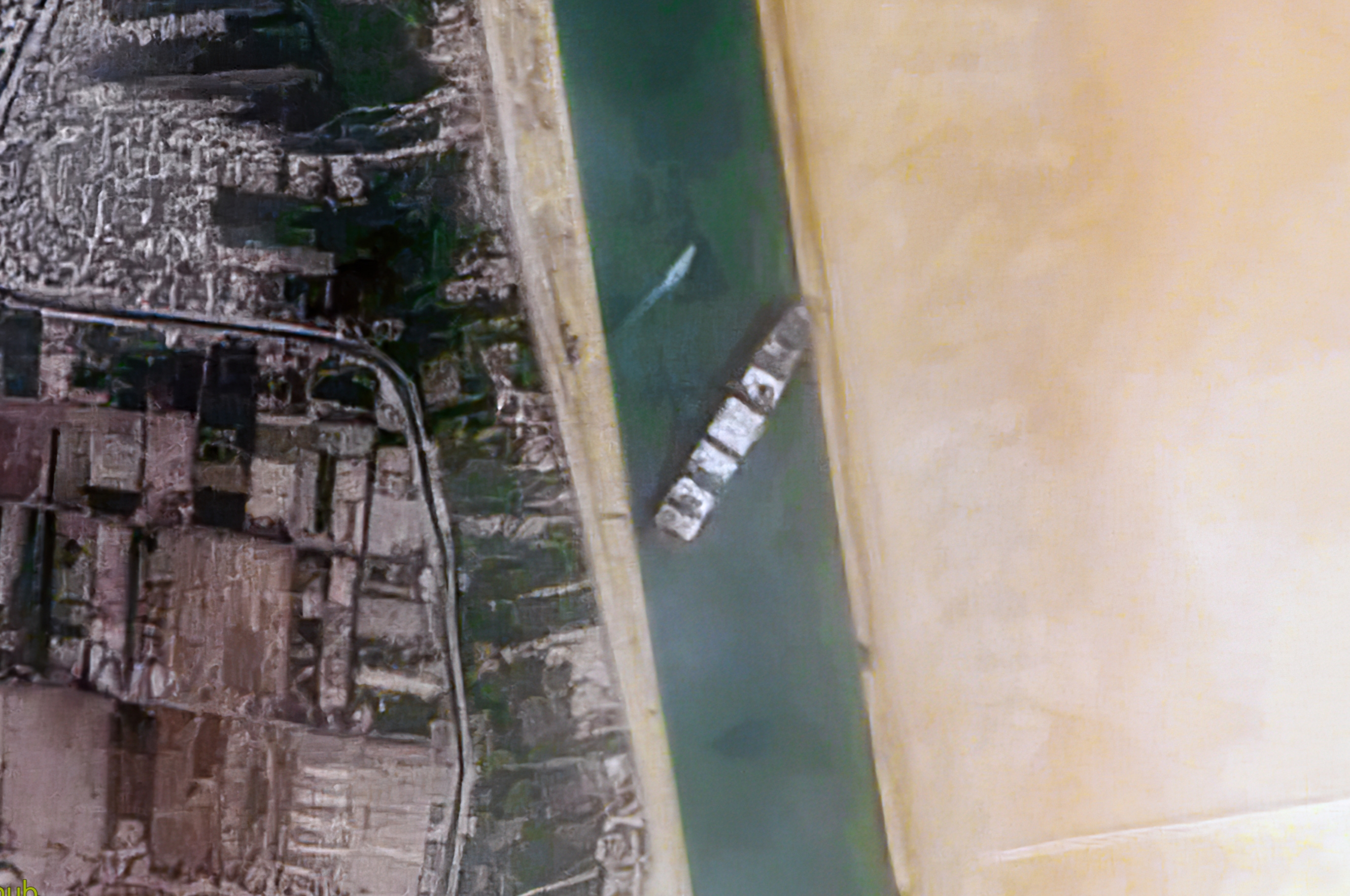
Ever Given på tvärs i Suezkanalen den 24 mars 2021.

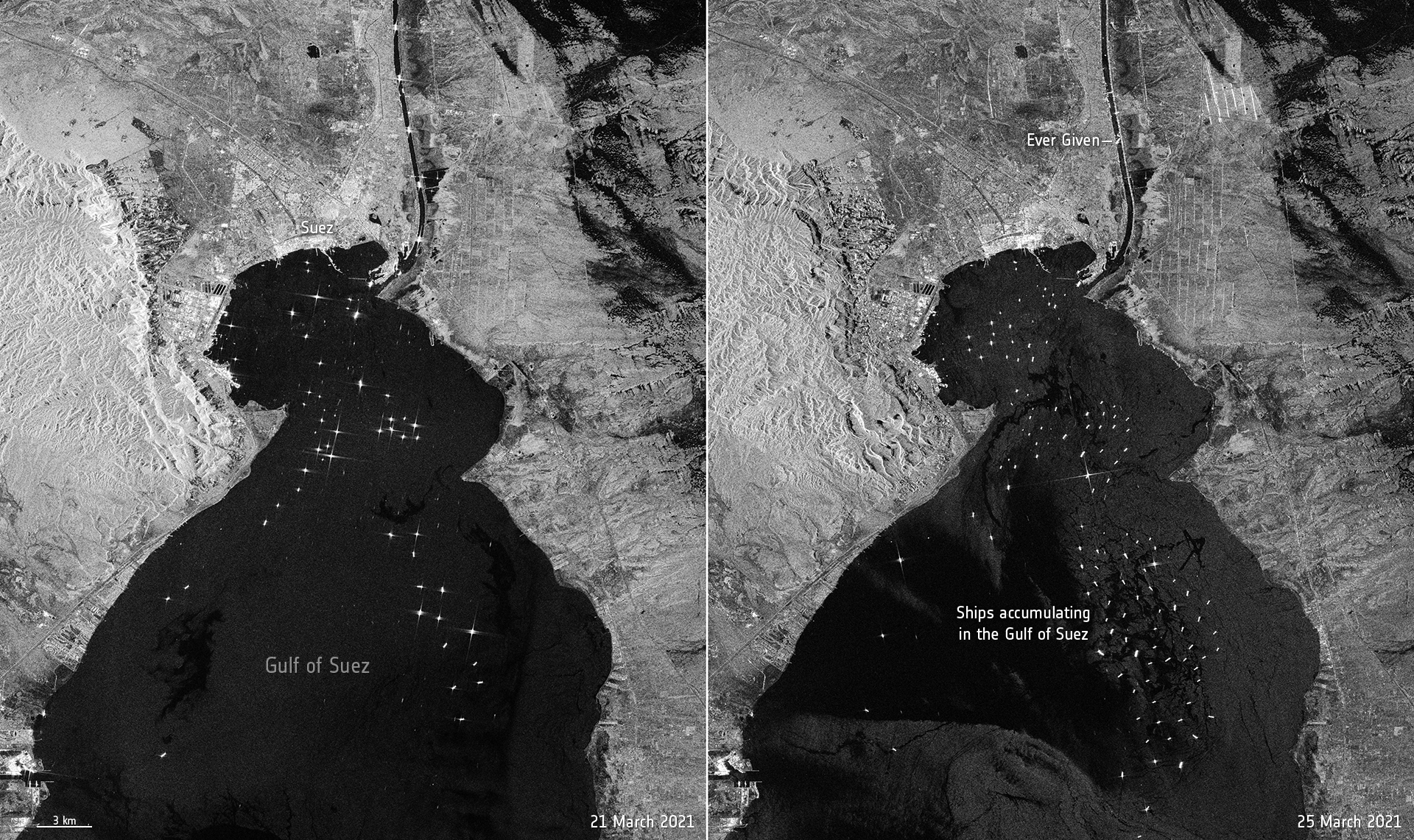
Fartygskö utanför Suez den 25 mars 2021

M/V Ever Given (kinesiska: 長賜輪, "länge bestående [gåva]”) är ett japanskt, Panamaregistrerat containerfartyg, som lastar 20.124 TEU (20-fotsekvivalenter).
M/V Ever Given är ett av elva fartyg som byggts i Evergreen Marines Golden class. Det byggdes av Imabari Shipbuilding i Marugame i Japan och levererades till japanska Shoei Kise Kaisha för långtidsleasing till taiwanesiska Evergreen Marine 2018. Med sin längd på 400 meter är det ett av världens största containerfartyg. Ett särskilt tillstånd krävs för att fartyg längre än 400 meter ska få passera Suezkanalen.
M/V Ever Given är det andra containerfartyget med detta namn som seglat för Evergreen Marine. Det första blev färdigt 1986.

## Grundstötning i Suezkanalen
Den 23 mars 2021 grundstötte M/V Ever Given, med två kanallotsar och en indisk besättning på 23 personer, i den 193 kilometer långa och på vissa sträckor omkring 200 meter breda Suezkanalen. Fartyget var då på väg från Tanjung Pelepas hamn i Malaysia till Rotterdam. Vid grundstötningen vreds fartyget sidledes och blockerade kanalen på grund av hård sidvind i en sandstorm. Vindstyrkan har beräknats att ha uppgått till uppåt 20,5 meter per sekund i byarna.
Fartyget var det femte i en konvoj norrut med 15 fartyg bakom sig. Omedelbart bakom låg Mærsks containerfartyg Maersk Denver med  6 200 TEU och bulkfartyget Asia Ruby III på 63 000 dödviktton, men dessa klarade sig från incidenten utan att kollidera. Grundstötningen stoppade trafiken och ledde omedelbart till att fler än hundra fartyg fastnade i köer.
Olyckan inträffade i södra delen av kanalen, på en sträcka, där det endast finns en farled (30°01′13″N 32°34′46″Ö / 30.02027°N 32.57943°Ö). Åtta bogserbåtar från Suez Canal Authority och Svitzer, som var lokalt tillgängliga, sattes in för att omedelbart försöka dra M/V Ever Given loss, men försöken misslyckades. Både för och akter hade fastnat i kanalbankarnas sand, varför också grävning av sand och muddringsarbeten påbörjades.
Det nederländska företaget Smit Salvage anlitades samma dag för uppdraget att få fartyget loss. Fartyget kom slutligen loss måndagen den 29 mars och gick för egen maskin vidare norrut i kanalen till  Stora Bittersjön.
År 2017 inträffade ett motsvarande missöde då det hongkongkinesiska containerfartyget OOCL Japan blockerade kanalen efter att ha grundstött på grund av mekaniska fel. Vid detta tillfälle kunde Suez Canal Authoritys bogserbåtar dra loss fartyget inom några timmar.